# Silvio Vietta

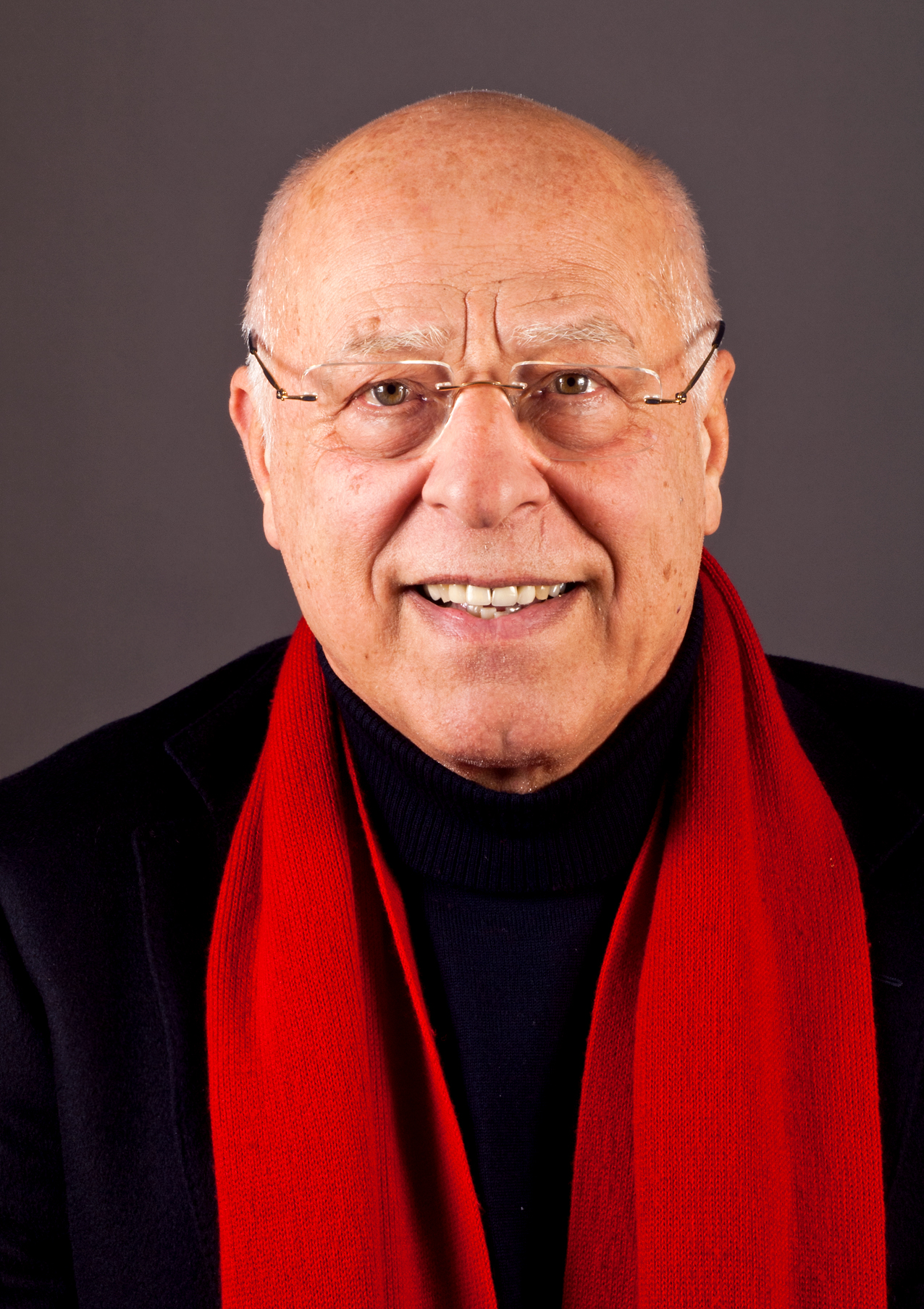
Silvio Vietta

Silvio Vietta (1941 nascido em Berlim), é pesquisador de Literatura e professor emérito da Universidade de Hildesheim. Suas pesquisas concentram-se na Literatura alemã, Filosofia e Hstória da Cultura Europeia. Aborda, especificamente, a Literatura do Expressionismo, o Primeiro Romantismo e o Modernismo. Publicou sobre Heidegger e sobre Hans-Georg Gadamer, conhecidos pessoalmente por ele. Coordenou a última entrevista com Gadamer feita no ano de 2001, publicada como “Gespräch”, em 2002. Sua mais nova pesquisa dedica-se à História Cultural Europeia, especialmente sobre a racionalidade como o motor da História da Europa e da atual globalização.

## Biografia
Silvio Vietta é o filho de Egon Vietta e Dorothea Vietta (nascida Feldhaus). A  correspondência entre Egon Vietta e Hermann Broch foi editada, em 2012, por Vietta, juntamente com o pesquisador italiano Roberto Rizzo. Depois de estudar Germanística, Filosofia, Estudo da língua inglesa e Educação, obteve, em 1970, o Doutorado na Universidade de Würzburg com o tema “Língua e Reflexâo sobre a Linguagem na poesia moderna". Vietta começou sua carreira profissional como professor na Faculdade de Elmira / EUA. Em 1981, habilita-se para o ensino de Estudos Filológicos Alemães Modernos na Universidade de Mannheim com uma tese sobre “Racionalidade moderna e crítica literária moderna da linguagem". Ensinou nas Universidades de Heidelberg, Tübingen, Mannheim, e Hildesheim.  Participou do programa "Estudos Culturais e Prática Estética" em Hildesheim onde deixou uma impressão duradoura. Em 2006, foi Professor Visitante na Universidade de Moscou (RGGU), 2007 e 2008-09 na Universidade de Sassari, Itália. Professor Visitante da Unicamp (Universidade Estadual de Campinas), Brasil. Vietta é membro do Conselho Consultivo de "Angermion", "Anuário de relações anglo-germânicas culturais" e é membro de AVUR (Agenzia Nationale Valutazione Ricerca Universitaria) na Itália, e membro da Associação Germanística Internacional. Vietta é pai de dois filhos: Isabel (n. 1974) e Claudio (n. 1979).

## Agraciações
- Prêmio Friedrich Nietzsche em 2006/07

## Teoria
Especialista no campo da Macro-Era do Expressionismo, do Primeiro Romantismo, da Literatura e da Estética Moderna. Com Richard Littlejohns, co-editou, Vietta publicou em 1991 a obra do romântico Wilhelm Heinrich Wackenroder. Uma publicação de 2012 intitulada "Textos de Poética", documenta a História da Poesia Européia de Platão e Aristóteles, passando pela Idade Média, os Tempos Modernos até o Modernismo e o Pós-modernismo. Vietta é um dos fundadores de uma nova linha de pesquisa da investigação europeia ("Europäistik"), com estudos sobre a História Cultural Europeia e, mais recentemente, a racionalidade da civilização europeia e global.

## Obras
- VIETTA, Silvio. Discurso e reflexão linguagem na poesia moderna. Bad Homburg 1970
- ______. Expressionismo. (Junto com H.G. Kemper). Sétima edição. Munique 2001 (1975).
- ______. A Poesia do Expressionismo. (Eds.) 4 Ed Tübingen 1999 (1976).
- ______. Racionalidade moderna e a crítica literária moderna da linguagem. Munique 1981
- ______. O primeiro romantismo literário. Göttingen 1983.
- ______. Imaginação literária: Teoria e História. Barroco e Iluminismo. Stuttgart: 1986.
- ______. A crítica de Heidegger do nacional-socialismo e na tecnica. Tübingen 1989 (Tradução francesa em Paris em 1993, Tradução japonesa Tóquio, 1996).
- ______. William Heinrich Wackenroder. Trabalhos completos e letras. Edição histórico-crítica. Editado por Littlejohns R.. Volume I: Obras. Heidelberg 1991 Volume II: correspondência, relatórios de viagens, trabalho filológico, "O Mosteiro Netley '. Documentos de vida. Heidelberg 1991.
- ______. O modernismo literário. Um problema histórico da Representação da literatura alemã a partir de Hölderlin até Thomas Bernhard. Stuttgart 1992.
- ______ (ed.). Romantismo e Renascimento: A recepção do Renascimento italiano no Romantismo alemão. Stuttgart 1994.
- ______. "A bem-sucedida especulação leva de volta à natureza". Natureza e estética. Leipzig 1995.
- ______. (ed.) Doutorado Honoris Causa Martin Walser. Discursos. Escritas. Hildesheim 1996.
- VIETTA, Silvio, KEMPER, Dirk (ed.). O modernismo estético na Europa. Princípios e contextos de problemas desde o período romântico. Munique 1998.
- VIETTA, Silvio, KEMPER, Dirk (ed.): Germanística dos anos 70. Entre inovação e ideologia. Munique 2000.
- Vietta, Silvio (ed.): A Berlim literária do Século XX. Stuttgart : 2001.
- Vietta, Silvio: A Estética da Modernidade. Literatura e fotos. Munique 2001.
- Hans-Georg Gadamer / Vietta, Silvio: Conversas. Munique 2002.
- Vietta, Silvio (outros ed.): O projecto europeu do Romantismo e Modernismo. Abordagens da história da mentalidade alemã-italiana. Tübingen, 2005.
- Vietta, Silvio (ed.): Modernidade e mito. Munique 2006.
- Vietta, Silvio: O romance europeu dos tempos modernos. Munique, 2007.
- Vietta, Silvio: História cultural europeia.  Uma introdução. Edição de Estudos Avançados. Munique 2007.
- Vietta, Silvio (outros ed.): Estética - religião - secularização I: Do Renascimento ao Romantismo. Munique 2008. Vol. II: A modernidade classica. Munique 2008.
- Gehler, Michael / Vietta, Silvio (ed.): Europa - Europeização – Estudos Europeus. Novas abordagens científicas, métodos e conteúdos. 543 p. Viena 2010.
- Vietta, Silvio (eds.), Textos sobre a poesia. Uma Antologia Comentada. 272 p. Darmstadt 2012.
- Vietta, Silvio / Rizzo, Roberto (ed.): "perseguido pela morte ...". Hermann Broch e Egon Vietta,  correspondência de 1933-1951. Göttingen 2012.
- Vietta, Silvio: A racionalidade. A história do mundo. História cultural europeia e da globalização. Munique 2012.